# Liste der denkmalgeschützten Objekte in Gerasdorf bei Wien
Die Liste der denkmalgeschützten Objekte in Gerasdorf bei Wien enthält die 10 denkmalgeschützten, unbeweglichen Objekte der niederösterreichischen Stadt Gerasdorf bei Wien.

## Denkmäler
| Foto |                 | Denkmal                                                                               | Standort                                                 | Beschreibung | Metadaten |
| ---- | --------------- | ------------------------------------------------------------------------------------- | -------------------------------------------------------- | --- | --- |
| ja   | Datei hochladen | Friedhof christlich HERIS-ID: 8288 Objekt-ID: 4238                                    | neben Kirchengasse 2 Standort KG: Gerasdorf              | Friedhof mit 1825 bezeichnetem Sandsteinkreuz um die Kirche                                                                                        | BDA-Hist.: Q38002677 Status: § 2a Stand der BDA-Liste: 2025-06-30 Name: Friedhof christlich GstNr.: 354/2 Friedhof Gerasdorf                                                             |
| ja   | Datei hochladen | Kath. Pfarrkirche hll. Petrus und Paulus HERIS-ID: 8289 Objekt-ID: 4239               | neben Kirchengasse 2 Standort KG: Gerasdorf              | 1429 wiederaufgebaute gotische Kirche mit Ostturm, Ende des 17. Jahrhunderts erweitert                                                             | BDA-Hist.: Q19298474 Status: § 2a Stand der BDA-Liste: 2025-06-30 Name: Kath. Pfarrkirche hll. Petrus und Paulus GstNr.: 354/2 Saints Peter and Paul church in Gerasdorf bei Wien        |
| ja   | Datei hochladen | Pfarrhof HERIS-ID: 8286 Objekt-ID: 4236                                               | Kirchengasse 1 Standort KG: Gerasdorf                    | 1730 errichtetes zweigeschoßiges Barockgebäude mit orthogonaler Putzgliederung und Lunettenportalen                                                | BDA-Hist.: Q38002647 Status: § 2a Stand der BDA-Liste: 2025-06-30 Name: Pfarrhof GstNr.: 359/12 Pfarrhof Gerasdorf                                                                       |
| ja   | Datei hochladen | Figurenbildstock hl. Johannes Nepomuk HERIS-ID: 8287 Objekt-ID: 4237                  | gegenüber Kirchengasse 2 Standort KG: Gerasdorf          | Sandsteinfigur aus der zweiten Hälfte des 18. Jahrhunderts, 1882 versetzt                                                                          | BDA-Hist.: Q38002667 Status: § 2a Stand der BDA-Liste: 2025-06-30 Name: Figurenbildstock hl. Johannes Nepomuk GstNr.: 354/2 Hl.Nepomuk (Gerasdorf)                                       |
| ja   | Datei hochladen | Figurenbildstock Pietà HERIS-ID: 8285 Objekt-ID: 4235                                 | vor Stammersdorfer Straße 432 Standort KG: Gerasdorf     | Um 1690 errichtete, teilweise ergänzte Pietà, 1964 versetzt                                                                                        | BDA-Hist.: Q38002639 Status: § 2a Stand der BDA-Liste: 2025-06-30 Name: Figurenbildstock Pietà GstNr.: 3005 Pieta (Gerasdorf)                                                            |
| ja   | Datei hochladen | Wasserturm mit Maschinenhaus, Süßenbrunn Entseuchung HERIS-ID: 58720 Objekt-ID: 69516 | Nordostbahnstraße 4 Standort KG: Gerasdorf               | Wasserturm des Bahnhofs Süßenbrunn an der Laaer Ostbahn, er diente auch zur Entseuchung von Güterwaggons.                                          | BDA-Hist.: Q38084578 Status: Bescheid Stand der BDA-Liste: 2025-06-30 Name: Wasserturm mit Maschinenhaus, Süßenbrunn Entseuchung GstNr.: 709/23 Wasserturm Bahnhof Süßenbrunn, Gerasdorf |
| ja   | Datei hochladen | Ehemaliges Aufnahmsgebäude Süßenbrunn HERIS-ID: 11234 Objekt-ID: 7314                 | Nordostbahnstraße 129 Standort KG: Gerasdorf             | Aufnahmsgebäude an der 1870 eröffneten Laaer Ostbahn                                                                                               | BDA-Hist.: Q38092991 Status: Bescheid Stand der BDA-Liste: 2025-06-30 Name: Aufnahmsgebäude Süßenbrunn Entseuchung GstNr.: 659/2 Aufnahmsgebäude Bahnhof Süßenbrunn, Gerasdorf           |
| ja   | Datei hochladen | Figurenbildstock Maria Immaculata HERIS-ID: 8284 Objekt-ID: 4234                      | Peter Paul Straße 38, in der Nähe Standort KG: Gerasdorf | Säule aus der Mitte des 19. Jahrhunderts, 1958 aus Wien nach Gerasdorf versetzt                                                                    | BDA-Hist.: Q38002618 Status: § 2a Stand der BDA-Liste: 2025-06-30 Name: Figurenbildstock Maria Immaculata GstNr.: 43                                                                     |
| ja   | Datei hochladen | Figurenbildstock hl. Florian HERIS-ID: 8290 Objekt-ID: 4240seit 2013                  | Hofgasse (Gerasdorf) 1 Standort KG: Gerasdorf            | | BDA-Hist.: Q38002705 Status: Bescheid Stand der BDA-Liste: 2025-06-30 Name: Figurenbildstock hl. Florian GstNr.: 245 Gerasdorf hl Florian                                                |
| ja   | Datei hochladen | Kath. Pfarrkirche hl. Rosalia auf dem Anger HERIS-ID: 8283 Objekt-ID: 4233            | Linke Dorfstraße 2, neben Standort KG: Seyring           | Die frühbarocke Kirche wurde um 1670 errichtet. Im Jahr 1840 wurde im Südosten eine Vorhalle mit Turm sowie im Nordwesten eine Sakristei angebaut. | BDA-Hist.: Q18708178 Status: § 2a Stand der BDA-Liste: 2025-06-30 Name: Kath. Pfarrkirche hl. Rosalia auf dem Anger GstNr.: 785/14 Pfarrkirche Seyring                                   |